# Sixten (film)
Sixten är en svensk dramafilm från 1994 i regi av Catti Edfeldt. Filmen premiärvisades 16 september 1994 och bygger på Ulf Starks roman Sixten som utkom 1987.

## Handling
13-årige Sixten bor med sin ensamstående och överbeskyddande pappa som arbetar som busschaufför på nätterna. Tillsammans med Jonte tar Sixten fram en plan att få pappan på andra tankar, kanske behöver han en riktig kvinna.

## Roller i urval
- Peter Viitanen - Sixten
- Hans Henriksson - pappa
- Jonas Magnusson - Jonte
- Marie Thulin - Emma
- Ing-Marie Carlsson - Dancing Feet
- Kalle Stridbeck - Bobbo
- Erik Lagerström - Arne
- Magnus Johansson - Mikael Burfors
- Georg Ahl - en äldre kille
- Anna-Lena Brundin - fröken
- Magnus Nilsson - Blind Sven
- Anna Carlsten - Emmas mor
- Maria Bolme - expediten
- Niklas Hald - tvättmaskinreparatören
- Toni Wilkens - brevbäraren
- Britt Söderholm - en dam på bion
- Ulla-Britta Chrysong - biokassörskan
- Viktor Brobacke - kunden

## Om filmen
I samband med filmens premiär återutgavs boken i omskriven form. I amerikanska Variety oroade man sig för att den skulle komma att barnförbjudas på grund av det inklippta samlagsavsnittet från filmen Ur kärlekens språk.

## Inklippta avsnitt från äldre filmer
- Lasse Lundberg medverkande i filmavsnitten
- Margaretha Henriksson medverkande i filmavsnitten Ur kärlekens språk
- Inge Hegeler medverkande i filmavsnitten
- Thommy Berggren medverkande i filmavsnitten
- Pia Degermark medverkande i filmavsnitten
- Johnny Weissmuller medverkande i filmavsnitten
- Susan Anspach medverkande i filmavsnitten

## Filmmusik i urval
- Konsert, piano, orkester, nr 21, K. 467, C-dur. Sats 2 (Andante), kompositör Wolfgang Amadeus Mozart
- Jänta å ja' ( Å jänta å ja), text Fredrek på Rannsätt
- Ja, må han leva!
- La strada (tema), kompositör Nino Rota
- La dolce vita (tema), kompositör Nino Rota
- Montenegro (tema), kompositör Kornelije Kovač
- Ur kärlekens språk (tema), kompositör Mats Olsson